# Silvie de câmp

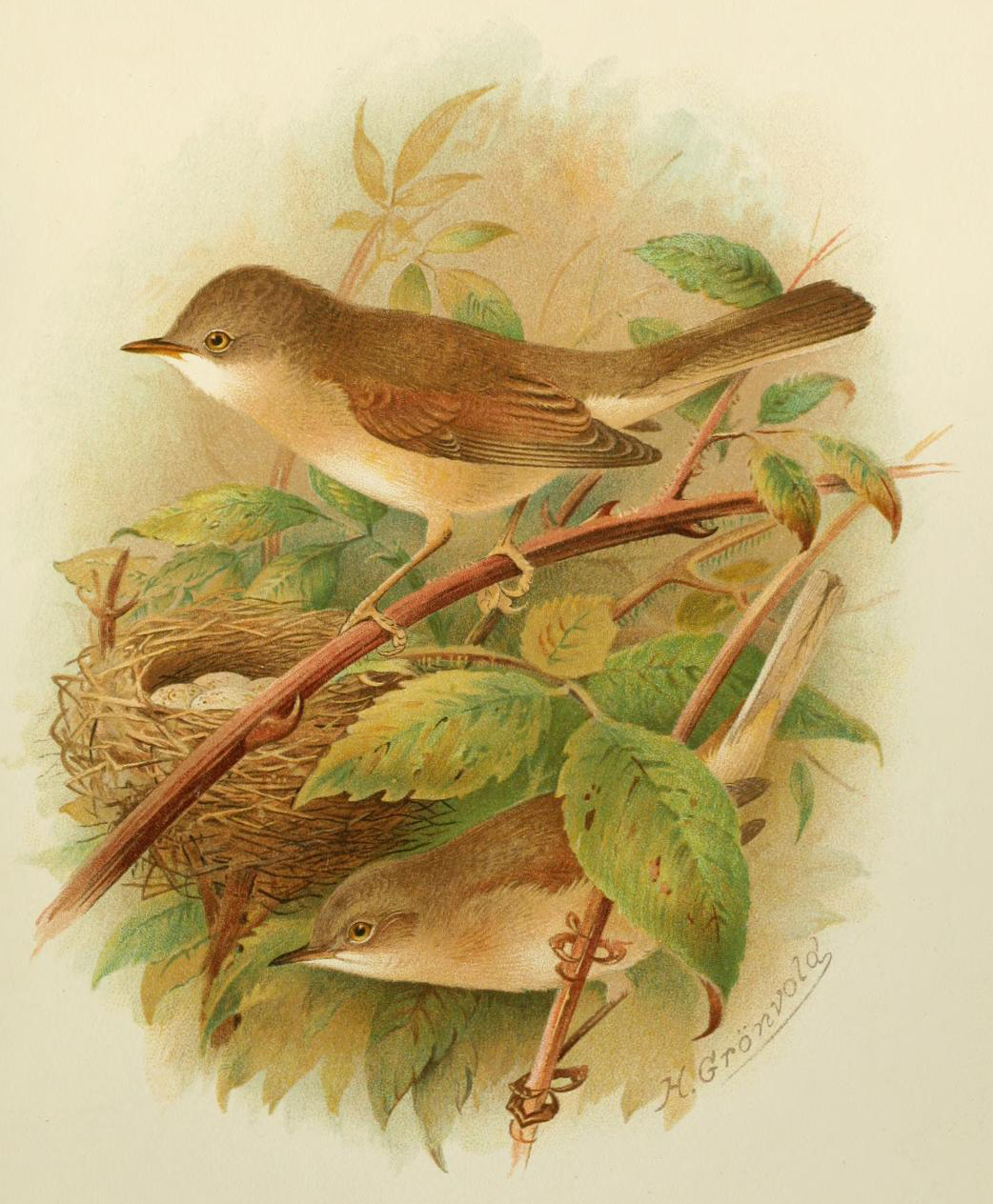
Silvia de câmp

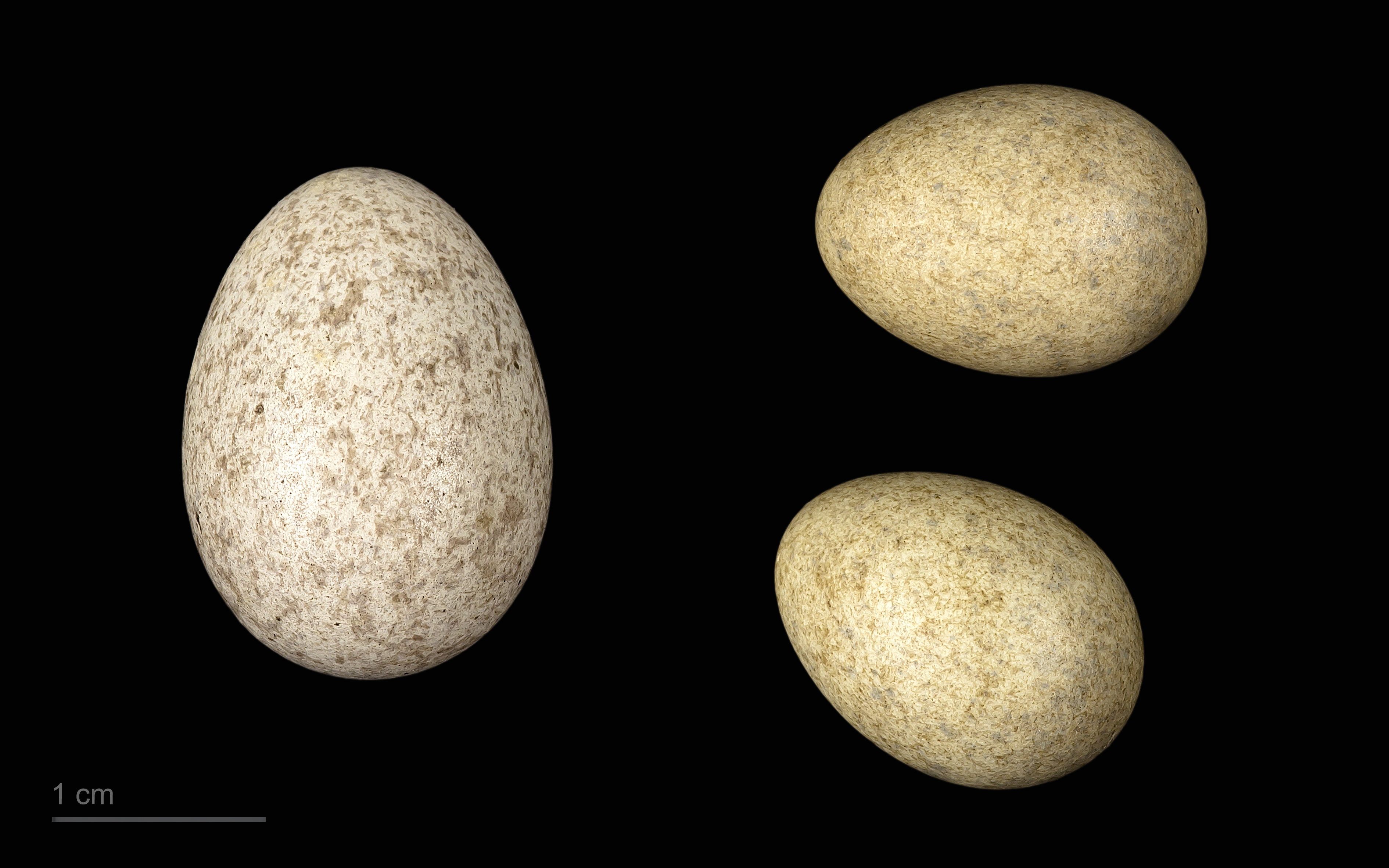
Cuculus canorus canorus într-un cuib de Sylvia communis - MHNT

Silvia de câmp (Sylvia communis), numită și silvie de câmpie, silvie cenușie, silvie cu cap sur, priveghetoare cenușie, este o pasăre migratoare din familia silviidelor, ordinul paseriformelor, răspândită în Europa, centrul și vestul Asiei, precum și în nordul Africii, din Maroc până în Tunisia. Este o specie migratoare, care iernează în Africa, la sud de Sahara în savanele tropicale și în estul Africii, până în sudul continentului african. Sunt descrise 4 subspecii: Sylvia communis communis, Sylvia communis volgensis, Sylvia communis icterops și Sylvia communis rubicola. În România și Republica Moldova cuibărește subspecia Sylvia communis communis, care este un oaspete de vară. În România este destul de frecventă,  întâlnindu-se în toată țară,  în Carpați până la 1300 m. Populația cuibăritoare din România este cuprinsă între 1.000.000 și 3.000.000 de perechi. În Republica Moldova cuibărește în zonele silvice, de câmpie și în cele din lunca Nistrului și Prutului. Este o specie comună în mărăcinișuri și tufișuri din zone deschise, inclusiv terenuri cultivate. Preferă terenuri mai deschise decât silvia mică. Se întâlnește adesea în pâlcurile de arbori și arbuști din terenurile agricole, în tufișurile arboricole de-a lungul drumurilor, în parcurile și livezile cu vegetație abundentă, în margini și poieni ale pădurilor de foioase (rar și de conifere) și câteodată în zona tufărișurilor subalpine și pe lângă ape în zone mlăștinoase. Este o pasăre mică, având o lungime de 14 cm, cât vrabia, și o greutate de 13-15 grame. Longevitatea maximă înregistrată în natură este de 8 ani și 9 luni. Partea superioară este brun-cenușie, iar partea inferioară gălbui-roșcat-albicioasă, gâtul și gușa de un alb imaculat, pe flancuri nuanțat cu roz. Pe deasupra ochilor se află o sprânceană albicioasă puțin reliefată. Remigele cu dungi late de culoare ruginiu deschisă; rectricea extremă de culoare alb-brunatică, cu steagul extern alb; cea următoare cu vârful alb abia pronunțat, iar a treia doar o urmă din această culoare. La femelă steagul extern al rectricelor externe este alb-cenușiu, iar steagul intern este mai închis la culoare și mai brun decât la masculi. Masculul are capul cenușiu în primăvară sau cenușiu mărginit de brun în penajul de toamnă, iar femela are capul brun. Picioarele sunt brune-deschis, iar irisul brun-gălbui până la brun-caramel. Este o specie omnivoră, dar se hrănește preponderent cu insecte, în special afide, omizi, fluturi, furnici, albine, țânțari, muște, gândaci și coleoptere mici. Insectele sunt vânate prin tufișuri și în stratul ierbos. Din hrana sa vegetală fac parte și semințele de cereale, precum și fructele de mur, păducel și porumbar, acestea fiind consumate în special spre sfârșitul verii și în timpul migrațiilor de toamnă. Sosește din cartierele de iernat în prima decadă a lunii aprilie. Deoarece masculii sosesc primii, ei încep a construi 2-3 cuiburi din iarbă, frunze și rămurele, din care femela va alege unul pe care îl va căptuși pe dinăuntru cu puful inflorescențelor unor plante, păr și lână. Cuibul este construit într-un loc foarte ascuns în tufari și vegetația ierboasă deasă din liziere și este situat în aproprierea pământului. Cuibul este adesea parazitat de către cuc (Cuculus canorus). Ponta este depusă prin aprilie-iulie și constă din 4-5 ouă gri-verzui sau maroniu-deschis cu pete închise la culoare, având dimensiunea de 18×14 mm. Clocesc ambii părinți, în decurs de 11-15 zile. Pot depune a doua pontă prin iunie. Puii eclozați sunt nidicoli, golași și sunt îngrijiți circa 12 zile de la eclozare, ei devin zburători după 9-13 zile, dar adesea părăsesc cuibul mai repede, rămânând în aproprierea acestuia și solicitând hrană de la ambii părinți. Este o pasăre foarte activă, mișcându-se încontinuu prin tufișuri. Strigătul de contact este aspru, nazal, "uet, uet, uet", iar cel de alarmă aspru, prelung, "tceerrr". Masculii cântă din vârful unui tufiș sau când stau pe o cracă sau pe un fir de electricitate; cântecul lor este rapid și destul de scurt, cu fraze sacadate, destul de aspru, "ciac-a-ro-ce, ciac-a-ro".  Este o pasăre folositoare, hrănindu-se cu vătămătorii periculoși ai pădurilor și terenurilor agricole.